# 2031
2031 (MMXXXI) kommer att bli ett normalår som börjar en onsdag i den gregorianska kalendern.

## Framtida händelser

### December
- 17 december – En astronomisk passage av jorden framför solen sett från planeten Uranus.